# Distrito Metropolitano de Guayaquil
El Distrito Metropolitano de Guayaquil es un distrito metropolitano de Ecuador, que a diferencia del Distrito Metropolitano de Quito, no es oficial. Este estaría formado por los cantones de Guayaquil, Samborondón, Daule y Durán, que ocupan 5.963,90 km² de superficie y representan el 2,32% del territorio del Ecuador. Su población alcanza los 2,6 millones de habitantes, que representa el 18,33% total del país (INEC, 2010)1. Es el distrito más poblado del país, pero al no ser considerado oficial, su población se cuenta por cantones.
En Ecuador a raíz de la promulgación de la Constitución del 2008 se creó una nueva unidad territorial llamadas regiones, con lo cual estará dividido en 9 Zonas de Planificación  y distritos autónomos. El de la Conurbación de Guayaquil, tiene derecho a formarse en Distrito Metropolitano, pero sus ciudadanos todavía no han decidido ejercer el derecho de conformarse. Este Distrito hipotético estaría relacionado con el área de planificación 8. 
Su densidad poblacional bruta es de 445 hab/km².
Cuenta con una parte continental y otra insular. La primera presenta un territorio compuesto por superficies llanas y onduladas con algunas elevaciones de mediana altura. Asimismo tiene vecindad directa con grandes cuerpos hídricos, tanto fluviales como marítimos. Su filo costero tiene cientos de kilómetros y una serie de entradas de mar que forman el sistema estuariano más importante del Ecuador. La segunda se compone de 30 islas e islotes, de los cuales Puná es la más grande; está ubicada en el centro del Golfo de Guayaquil y junto con las demás forman un archipiélago que la divide en dos canales: el del Morro del lado occidental y el de Jambelí del lado oriental.
En lo referente a su división política-administrativa, esta se compone de tres cantones y 10 parroquias rurales. Las cabeceras cantonales son las ciudades de Guayaquil, Samborondón, Daule y Durán. Las parroquias rurales son Juan Gómez Rendón (Progreso), El Morro, Posorja, Puná, Tenguel, Tarifa, Los Lojas, Juan Bautista Aguirre, El Laurel y Limonal. De ellas, Tarifa pertenece al cantón Samborondón, Los Lojas, Juan Bautista Aguirre, El Laurel y Limonal a Daule y las restantes al cantón Guayaquil (ver cuadro No. 1). Durán no cuenta con parroquias rurales.